# غرافتون (نيويورك)
غرافتون (بالإنجليزية: Grafton, New York)‏ هي بلدة أمريكية تقع في الولايات المتحدة في مقاطعة رينسيلير، نيويورك. يقدر عدد سكانها بـ 2,130 نسمة ومساحتها 119.0 كم2 وترتفع عن سطح البحر 439 متر.